# Neoserica soekarandana
Neoserica soekarandana är en skalbaggsart som beskrevs av Brenske 1898. Neoserica soekarandana ingår i släktet Neoserica och familjen Melolonthidae. Inga underarter finns listade i Catalogue of Life.